# Thomas Archibald Sprague
Thomas Archibald Sprague (7 de octubre de 1877, Edimburgo - † 22 de octubre de 1958, Cheltenham, Gloucestershire) fue un botánico escocés.

## Vida y obra
Fue uno de los once hijos de Thomas Bond Sprague (notario) y de Margaret Vaughan Steains. Thomas Archibald concurrió a la Universidad de Edimburgo donde obtuvo su doctorado. Entre 1898 y 1900 participó en la expedición del capitán H. W. Dowding a Venezuela y a Colombia. A su retorno, concursó y ganó un puesto de botánico en los Reales Jardines Botánicos de Kew. En 1913 realizó una expedición a las islas Canarias.
Sus aproximadamente 280 artículos publicados se centran en el área de la nomenclatura y Taxonomía. Publicó en colaboración con Daniel Oliver "Flora of Tropical Africa", donde trató a las familias Bignoniaceae (en el vol. 4: N.º 2), Hernandiaceae y Loranthaceae (en el vol. 6: N.º 1).

## Honores
Los géneros Spraguea Torr. y Spragueanella Balle
se designaron en su honor.
- La abreviatura «Sprague» se emplea para indicar a Thomas Archibald Sprague como autoridad en la descripción y clasificación científica de los vegetales.[2]